# فيليكس من بورغوندي
فيليكس من بورغوندي (و. القرن 6 – 647 م) هو كاهن كاثوليكي من مملكة برغونة، ومملكة شرق أنجليا، ولد في بورغندي، توفي في Dunwich ‏.

## مناصب
تولى منصب
- أسقف كاثوليكي منذ 630[1]
- مطران  [لغات أخرى]‏ منذ 630[1]

.